# أليكساندرو أوسيبوف
أليكساندرو أوسيبوف هو لاعب كرة قدم مولدوفي، ولد في 30 يوليو 2000.

## وصلات خارجية
- أليكساندرو أوسيبوف على موقع الاتحاد الأوربي (الإنجليزية)
- أليكساندرو أوسيبوف على موقع قاعدة بيانات كرة القدم.إي يو (الإنجليزية)
- أليكساندرو أوسيبوف على موقع Soccerbase.com (لاعب) (الإنجليزية)
- أليكساندرو أوسيبوف على موقع Soccerway.com (الإنجليزية)
- أليكساندرو أوسيبوف على موقع عالم كرة القدم.نت (الإنجليزية)